# Vizsga (film, 2009)
A Vizsga (eredeti cím: Exam) 2009-ben bemutatott misztikus-thriller, melyet Stuart Hazeldine rendezett, aki a forgatókönyvírásban és a produceri feladatokban is részt vett.
Magyarországon 2012. november 15-én mutatták be, az Egyesült Királyságban pedig 2009. júniusában az Edinburgh-i Nemzetközi Filmfesztiválon.

## Cselekmény
Egy világméretű vállalat felvételt hirdet az egyik pozícióba, a felvételi utolsó szakaszába nyolc tehetséges jelölt jutott be, akik egy ablak nélküli szobában mérettetik meg magukat. A cég a nyolcból csak egy embert vesz fel, ezért mindenki nagyon feszült, koncentrálnak az előttük álló feladatra. A vizsga szigorú szabályok szerint zajlik, emiatt sok minden tilos, de a leleményességüknek hála megtalálják a kiskapukat. Viszont még így se tudnak rájönni a megoldásra, mert egy üres lapot kaptak, ezért nem tudják, hogy mit csináljanak. Az idő fogy, a nyolc vizsgázó egyre türelmetlenebb, elszabadulnak az indulatok.

## Szereplők
- Luke Mably – Fehér
- Nathalie Cox – Szőke
- Adar Beck – Sötét
- Gemma Chan –  Kínai lány
- John Lloyd Fillingham – Süket
- Chukwudi Iwuji – Fekete
- Pollyanna McIntosh – Barna
- Jimi Mistry – Kreol
- Chris Carey – Őr
- Colin Salmon – Felügyelő[4]